# Документ
Документ садржи информације. Често се реферише на стварни писани или снимани производ и намењен је комуникацији или чувању колекције података. Документи су често фокус и интерес администрације. Реч се такође употребљава као глагол „документовати“ описујући процес стварања документа. Израз документ може бити примењен на било који приказ намере, али се најчешће користи за нешто физичко као један или више исписаних листова папира или за „виртуални“ документ у електронском (дигиталном) формату. 

## Типови докумената
Документи су понекад класификовани као тајни, приватни или поверљиви. Такође могу бити описани као скица (енг. draft) или доказ (енг. proof). Када је документ копиран, на извор се реферише као на оригинал. Постоје прихваћени стандарди за специфичне примене у различитим пољима, као нпр.:
- Академском: теза, дисертација, рад, часопис
- Пословање и књиговодство: рачун, предрачун, наруџбеница, понуда, уговор
- Право и политика: позив, сертификат, лиценца, службене новине
- Влада и индустрија: наредбени папир
- Медији и маркетинг: сажетак, нацрт изгледа новинске странице, брзопис - скрипт

Такви стандардни документи могу бити направљени на основу образаца (енг. template).

## Визуелни дизајн
Изглед странице (енг. page layout) једног документа је начин на који су информације графички уређене у простору документа (нпр. на страници); обично је то одговорност графичког дизајнера. Дизајнер се бави дизајном слова и обликом симбола, као и физичким уређењем документа. Дизајн информација се фокусира на ефикасну комуникацију информација, поготово у индустријским документима и јавним знаковима.

## Историја
Традиционално, медијум докумената је био папир и информација је преношена на њега помоћу мастила, било руком (како би се направио руком писани документ) било путем неког механичког процеса (као нпр. процес штампања или данас чешће ласерским штампачем). 
Кроз време, документ се писао и на папирусу мастилом (почеци у Египту) или на пергаменту; остругани као руне на камену користећи оштро оруђе; утиснути или урезани у глину и потом печени како би настала глинена плоча (нпр. разне Месопотамске цивилизације). Папир, папирус и пергамент могу се умотати у свитак (енг. scroll) или изрезати на листове те увезати у књигу. Данас кратки документи могу такође да се састоје од листова папира спојених заједно. 
Модерни електронски начини записивања и приказа докумената укључују:
- Радну површину и монитор (или лаптоп, персонални рачунар, итд.); опционално са штампачем како би задржали чврсту копију
- Лични дигитални асистент (ПДА)
- Наменски е-књига уређај
- Електронски папир
- Информациони уређаји
- Дигитални аудио плејери
- Радио и телевизијски пријемник

Дигитални документи обично треба да буду у специфичном формату како би били употребљиви.

## У подручју права
На документе у свим облицима често се гледа као на материјалне доказе у казненим и цивилним процесима. Форензичка анализа таквих докумената спада у домет истраживања докумената доведених у питање.